# Elly Ney

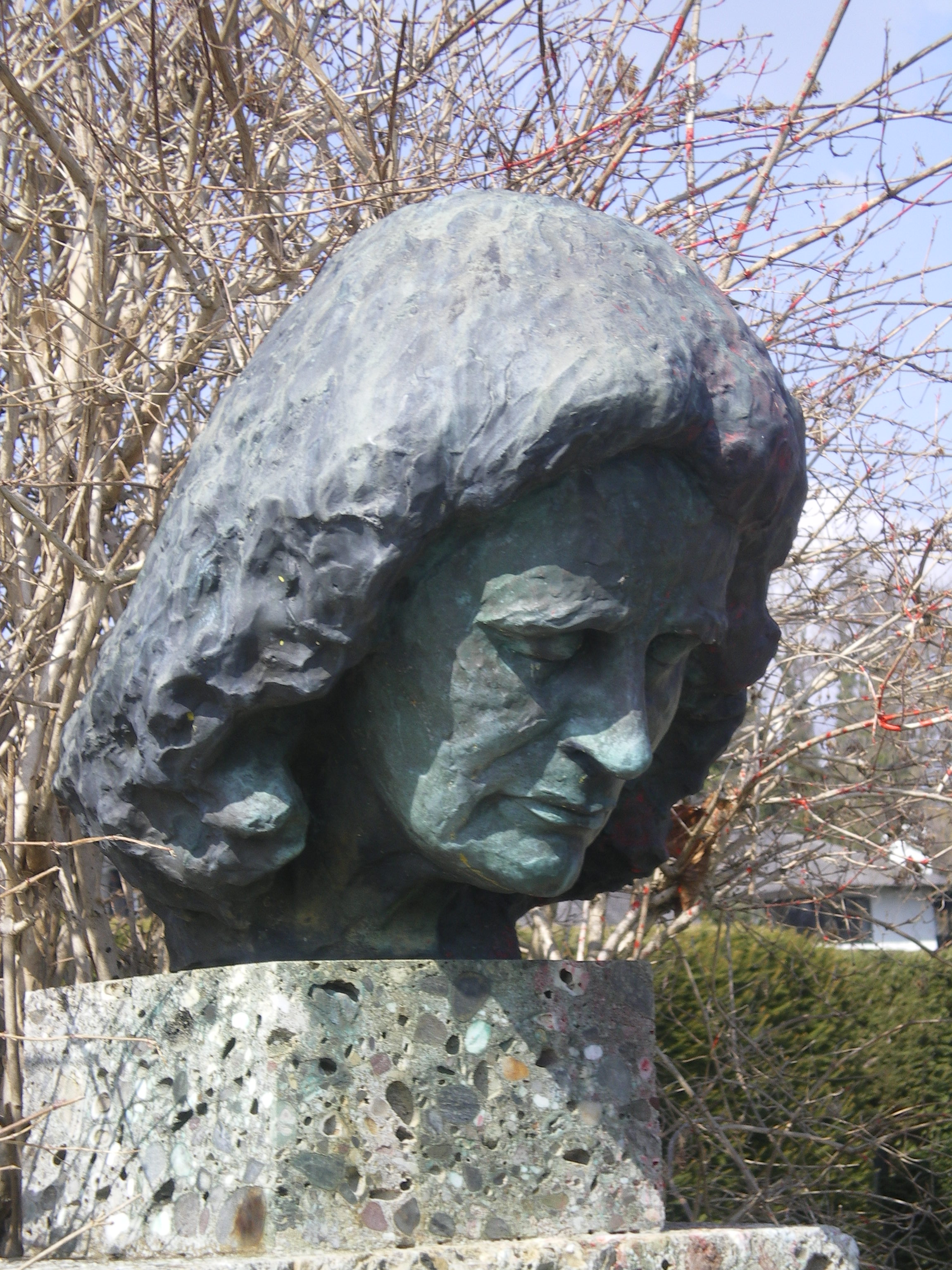
Busto de Elly Ney

Elly Ney (27 de septiembre de 1882 - 31 de marzo de 1968) fue una pianista alemana especializada en Beethoven, considerada una de las pianistas más excepcionales del siglo XX. Tenía abierta ideología nacionalsocialista y se afilió al Partido Nazi durante la Segunda Guerra Mundial.

## Biografía
Nació en Düsseldorf, su madre era maestra de música y su padre secretario. Su abuela la puso en contacto con el trabajo de Beethoven y apoyó sus estudios de piano. Estudió en Colonia con Isidore Seiss, Teodor Leszetycki y K. Bötcher, y en Viena con Emil von Sauer. Impartió clases en el Conservatorio de Colonia durante tres años, para después convertirse en una concertista virtuosa. En 1932, fundó el Trío Elly Ney, con Max Strub (violín) y Ludwig Hoelscher (violonchelo), en quinteto el grupo grabó con Florizel von Reuter (violín) y Walter Trampler (viola). Viajó a Estados Unidos para tocar en el Carnegie Hall y a muchas otras partes del mundo.
Estuvo casada dos veces, primero en 1911, con el director de orquesta Willem Hoogstraten, del que se divorció en 1927 y después se casó con el estadounidense Paul Allais (un distribuidor de carbón de Chicago).
Durante el Tercer Reich se unió el Partido Nazi en 1937, participó en los «campos de educación cultural» y se convirtió en miembro honorario de la Liga de Muchachas Alemanas. Tenía puntos de vista antisemitas. Después de la guerra, la ciudad de Bonn le impuso una prohibición para realizar presentaciones. En 1952, fue rechazada una demanda para levantar la prohibición, declarando que Ney era «nacionalsocialista autoproclamada».
Murió en Tutzing en 1968.